# Can I Borrow a Dollar?
Can I Borrow a Dollar? is het eerste studioalbum van de Amerikaanse rapper Common, toen nog onder de naam Common Sense. Stanton  Swihart van Allmusic zei dat de productie, gebruikte samples, drum solo's en keyboards zorgden voor een rustige jazzy sound. Hij ging zelfs zo ver dat hij zei dat Common met dit album Chicago op de kaart gezet heeft binnen de Hiphop.

## Tracklist
| #  | Title                       | Length | Performer(s)                                                        | Samples |
| -- | --------------------------- | ------ | ------------------------------------------------------------------- | --- |
| 1  | "A Penny for My Thoughts"   | 4:23   | Common, Lenny Underwood (keyboards), Kenny Aaronson (bass)          | - "Walking to War" by War - "One Dollar" from Trading Places - "Got a Dollar" by Richard Pryor - "Intimate Friends" by Eddie Kendricks - "I Bet You" by Funkadelic   |
| 2  | "Charms Alarm"              | 4:30   | Common                                                              | - "Side by Side" by Earth, Wind & Fire - "Don't Change Your Love" by Five Stairsteps - "Juicy Fruit" by Mtume                                                        |
| 3  | "Take It EZ"                | 4:08   | Common, Lenny Underwood (keyboards), Tony Orbach (saxophone)        | - "Crap Game" by Richard Pryor - "When Will the Day Come" by Rasa - "A Crazy Mixed-Up World" by Sonny Stitt - "Kool Is Back" by Funk, Inc.                           |
| 4  | "Heidi Hoe"                 | 4:29   | Common                                                              | - "The Rill Thing" by Little Richard |
| 5  | "Breaker 1/9"               | 4:01   | Common                                                              | - "Between the Sheets" by The Isley Brothers - "Get Out of My Life, Woman" by Lee Dorsey                                                                             |
| 6  | "Two Scoops of Raisins"     | 5:28   | Common, Immenslope, Kenny Aaronson (bass)                           | - "Papa Was Too" by Joe Tex - "Tappan Zee" by Bob James - "Red Baron" by Billy Cobham                                                                                |
| 7  | "No Defense"                | 1:14   | Common                                                              | - "Impeach the President" by The Honey Drippers - "Papa Was Too" by Joe Tex                                                                                          |
| 8  | "Blows to the Temple"       | 4:39   | Common                                                              | - "Funky Drummer" by James Brown - "Sing a Simple Song" by Sly & the Family Stone - "Silk" by Mandrill - "Movin'" by Brass Construction - "Fairplay" by Soul II Soul |
| 9  | "Just in the Nick of Rhyme" | 2:30   | Common                                                              | - "Harlem River Drive" by Bobbi Humphrey |
| 10 | "Tricks Up My Sleeve"       | 3:21   | Common, Rayshel, Lenny Underwood (keyboards), Kenny Aaronson (bass) | - "Good Ole Music" by Funkadelic - "Snow Creatures" by Quincy Jones - "Slow Dance" by Stanley Clarke - "Earth Tones" by Grover Washington, Jr.                       |
| 11 | "Puppy Chow"                | 4:01   | Common, Miss Jones (background vocals)                              | - "For the Love of You (Part 1 & 2)" by The Isley Brothers - "Smiling Faces Sometimes" by Bobbi Humphrey                                                             |
| 12 | "Soul by the Pound"         | 4:20   | Common                                                              | - "Sneakin' in the Back" by Tom Scott & the L.A. Express - "I Like It" by DeBarge                                                                                    |
| 13 | "Pitchin' Pennies"          | 1:58   | Common                                                              | - "Is This All?" by Bobbi Humphrey - "God Made Me Funky" by The Headhunters                                                                                          |

## Hitlijsten

### Album Charts
| Year | Album                  | Chart positions        | Chart positions |
| Year | Album                  | Top R&B/Hip Hop Albums |                 |
| 1993 | Can I Borrow a Dollar? | 70                     |                 |

### Single Charts
| Year | Song                | Chart positions | Chart positions | Chart positions | Chart positions |
| Year | Song                | Hot Rap Singles |                 |                 |                 |
| 1992 | "Take It EZ"        | 5               |                 |                 |                 |
| 1993 | "Breaker 1/9"       | 10              |                 |                 |                 |
| 1993 | "Soul by the Pound" | 7               |                 |                 |                 |